# Nowe Opole
Nowe Opole – wieś w Polsce położona w województwie mazowieckim, w powiecie siedleckim, w gminie Siedlce. Ma status sołectwa. Leży przy trasie międzynarodowej E30 Cork - Omsk, 7 km na zachód od Siedlec.
W miejscowości znajdują się Wyższe Seminarium Duchowne im. Jana Pawła II, filia biblioteczna, remiza strażacka, sala weselna oraz plac zabaw dla dzieci. Od 1918 roku w Nowym Opolu działa jednostka Ochotniczej Straży Pożarnej. 
Wierni Kościoła rzymskokatolickiego należą do parafii Matki Bożej Nieustającej Pomocy w Starym Opolu. Na terenie miejscowości znajduje się także cmentarz parafialny.
W latach 1975–1998 miejscowość administracyjnie należała do województwa siedleckiego.